# Deltocyathus suluensis
Espèce
Statut CITES
Deltocyathus suluensis est une espèce de coraux appartenant à la famille des Deltocyathidae ou Caryophylliidae.